# 三合港
三合港（Chaah），是馬來西亞柔佛州昔加末县的一個城鎮，隶属拉美士县议会，因有三条河而得名。三合港大部分居民是华裔，紧接着巫裔和印裔。居民以农业为主。
三合港也是昔加末县的最南端，北临拉美士，南临永平，东临彼咯和巴罗。
当地人民代表是陈宗（彼咯区州议员）和彭学良律师（拉美士国会议员）。三合港村长则是辜锦荣。

## 歷史
三合港由三条河以名，三合（河的谐音）港。另一种说法则是当地有一位早期港口拥有者叫谢亚光(Cha Ah Kong)，之后演变成Chaah。上世紀六十年代，三合港居民開始聚居在三合港河（Sungai Chaah）。当时居民大多使用舢板船作为交通工具联系峇株峇辖。
1970年代，距离三合港以南大约五公里的約會村（Desa Temu Jodoh）建成。当时村子因结婚的新人数量创下马来西亚之最，而得名。
这里也发生过轰动谋杀案。
在2013年9月25日，三合港棕油厂附近发生一名男性印裔回教徒命案。
一名园丘印裔经理发现遭人劫杀，死者被发现时身中多刀，一只手被斬脱落，肚内器官泄露体外。
据消息来原，相信死者是在前一天八时左右接到一通电话外出后惨遭凶手致命。
三合港园坵谋杀案于2016年9月25日碰巧屆滿發生3年，此案終於下判，因辩方无法挑起控方证据疑點，所以麻坡高庭判處被告絞刑。
高庭司法专员加米尔宣判时指出，被告的自辩与辩方陳詞，无法针对控方证据挑起疑点，所以判处被告罪名成立。儘管被告拉祖（34岁）代表律师余清安曾为此案传召5名证人供证及针对被告犯罪时间论述极力辩驳，但被告依然逃不过极刑的判决。被告闻判后，神色凝重被带离法庭。
被告于2013年9月25日晚上9时至凌晨12时，在昔加末三合港的一个园坵内，致死一名44岁的园坵督工，抵触刑事法典第302项条文。
2023年3月1日，三合港約有95%地区遭遇严重水灾。由於水灾在凌晨发生，鎮區受到更大損失。其中，双溪沙巴街(Jalan Sungai Sabar)和陈祯禄街(Jalan Tan Cheng Lock)的水灾情况严重。另外有两名独居长者不幸在广西街（Jalan Kongsai）的家里溺毙，根据昔加末警区主任说明，当时水深2米。村民蒙受巨大损失。此次水灾是2006年后最严重的水灾。

## 人口統計
根據馬來西亞統計局2010年人口普查，三合港總人口為2,549人，詳情如下：
| 三合港人口詳情, 2010年 | 三合港人口詳情, 2010年 | 三合港人口詳情, 2010年 |
| 族群                   | 人口數量               | 百分比                 |
| ---------------------- | ---------------------- | ---------------------- |
| 馬來西亞土著, 馬來人   | 563                    | 22.08%                 |
| 華人                   | 1,629                  | 63.91%                 |
| 印度人                 | 282                    | 11.06%                 |
| 其他土著               | 18                     | 0.70%                  |
| 其他                   | 10                     | 0.40%                  |
| 非馬來西亞人           | 47                     | 1.85%                  |

三合港人口为12,735人（2020年）

## 設施

### 商業
- 殼牌 (Shell)
- 国油 （Petronas）
- 大眾銀行 (Public Bank)
- 加德士 （Caltex)
- MR.DIY
- 99 Speedmart （三合港新村）
- 99 Speedmart（宝龙花园）
- 68生鲜超市 （68 Fresh Mart)
- Fuming Yiwangshun超市

### 教育
- 三合港國中 (SMK Chaah)
- 斯里巴里國中 (SMK Seri Bali)
- 斯里巴里國小 (SK Seri Bali)
- 德薩特姆佐多國小 (SK Desa Temu Jodoh)
- 三合華小 (SJKC Chaah)
- 三合國民型學校（泰米爾語）(SJKT Cantuman Chaah)
- 三合港宗教学校（Sekolah Agama Chaah）

### 宗教
- 洪仙宮
- 法南宫
- 三合港清真寺
- 德薩特姆佐多清真寺 (Masjid Desa Temu Jodoh)
- Surau Quwwatul Islam
- 金光明寺
- 善意堂
- 三合港拿督公

## 区域
- 新村 (Kg. Baru)
- C-Block
- Kg. Melayu
- 和平花园1&2 (Tmn. Damai Jaya 1&2)
- 顺昌花园 (Tmn. Soon Chong)
- 三合港花园 （Tmn. Chaah）
- 繁荣花园 （Tmn. Kemakmuran)
- 爪哇村 （Kg. Jawa）
- 新爪哇村 (Kg. Jawa Baru)
- 胡姬花园 (Tmn. Orkid)
- Tmn. Chaah Utama
- 三合港斯利里花园 （Tmn. Sri Chaah）
- 圣淘沙花园 （Tmn. Sentosa）
- Kg. Kangkar Chaah 1&2
- Tmn. Seri Sinaran
- Tmn. Industri Chaah
- Tmn. Nesa
- 新三合港花园 （Tmn. Chaah Baru）
- 英达花园 （Tmn. Indah）
- 亲善花园 （Tmn. Muhibbah）
- 宝石花园 （Tmn. Permata）
- Tmn. Sri Setia
- 和善花园（Tmn. Mesra）
- Tmn. Saujana

## 交通
三合港可通过马来西亚联邦1号公路抵达，最近的南北大道 出口则是永平（北）-（241出口）。
当地也有一座巴士站。
LB003线: 拉美士巴士站 
（每天四班车）
- 早上7时
- 早上10时
- 中午1时
- 下午5时

## 气候
三合港2024年的降雨量是1747毫米(mm)。
- 一月：231mm
- 二月：25mm
- 三月：66mm
- 四月：79mm
- 五月：303mm
- 六月：91mm
- 七月：89mm
- 八月：202mm
- 九月：180mm
- 十月：171mm
- 十一月：222mm
- 十二月：88mm

资料取自MyPublic Infobanjir应用程序的三合国中 （SMK Chaah）雨量测量站。

## 水文
三合港由三条河汇聚而成：
- 乐尼河 （Sg. Lenik）
- 三合港河 （Sg. Chaah）
- Sg. Simpang Kiri

### 水位测量站
- 三合港老港脚的乐尼河 （Sg. Lenik di Kangkar Chaah）

坐标：2.235278,103.033333
- 三合港园丘的乐尼河 （Sg. Lenik di Ladang Chaah ）

坐标：2.173333,103.01028
水利灌溉局(JPS)计划未来在三合港建造存水池(Kolam Takungan Banjir)，以减缓当地和下游（Sri Medan和Prt. Sulong）的水灾。